# X-Ten
X-Ten è il decimo album in studio del gruppo musicale tedesco Blue System, pubblicato nel 1994.

## Tracce
1. Dr. Mabuse – 4:27
2. If There Is a God in Heaven – 3:13
3. How Will I Know – 3:41
4. Good Night Marielin – 4:48
5. Don't Knock Me Out – 3:13
6. You'll Be My Hero – 4:00
7. Does Your Mother Really Know – 3:57
8. When You Are Lonely – 4:20
9. The Earth Will Move – 3:43
10. Don't Stop to Dance – 4:09
11. Crying Game – 3:15